# Sadako Yamamura
Sadako Yamamura är en av huvudpersonerna i Koji Suzukis boktrilogi Ring, Spiral och Loop, som är berättelsen bakom den japanska skräckfilmen Ringu som senare gjordes till en amerikansk film under namnet The Ring.
Sadako är dotter till Yamamura Shizuko, känd för sina pananormala krafter.